# Ptilostomis angustipennis
Ptilostomis angustipennis är en nattsländeart som först beskrevs av Hagen 1873.  Ptilostomis angustipennis ingår i släktet Ptilostomis och familjen broknattsländor. Inga underarter finns listade i Catalogue of Life.